# Mistrovství Československa v zápasu řecko-římském 1983
Mistrovství Československa v zápasu řecko-římském proběhlo v Havlíčkově Brodě ve dnech 12.-13. února 1983. 

## Výsledky
| Kategorie | Zlato                            | Stříbro                         | Bronz                            |
| --------- | -------------------------------- | ------------------------------- | -------------------------------- |
| -48 kg    | Miroslav Jirků (Dukla Trenčín)   | Ivan Papoušek (Baník Ostrava)   | Bělík (Jiskra Havlíčkův Brod)    |
| -52 kg    | Oldřich Dostál (Baník Ostrava)   | Tóth (VTŽ Chomutov)             | Juhász (VTŽ Chomutov)            |
| -57 kg    | Jaroslav Švadleňák (SU Teplice)  | Nedbálek (Škoda Plzeň)          | Milan Gurbovič (Baník Ostrava)   |
| -62 kg    | Michal Vejsada (RH Praha)        | Miroslav Stárek (Baník Ostrava) | Jaroslav Matejka (Dukla Trenčín) |
| -68 kg    | Julius Jasko (Dukla Trenčín)     | Petrák (RH Praha)               | Milan Oršoš (VTŽ Chomutov)       |
| -74 kg    | Rostislav Fojtík (Baník Ostrava) | Turek (Dukla Trenčín)           | Vaněk (RH Praha)                 |
| -82 kg    | Vratislav Chotaš (Baník Ostrava) | Jiří Holemý (RH Praha)          | Jiří Loukota (RH Praha)          |
| -90 kg    | Jindřich Durčák (Baník Ostrava)  | Cikán (Dukla Trenčín)           | Dušan Masár (Dukla Trenčín)      |
| -100 kg   | Jiří Zahradník (Škoda Plzeň)     | Josef Loukota (Škoda Plzeň)     | Kastl (RH Praha)                 |
| +100 kg   | Oldřich Dvořák (VTŽ Chomutov)    | Tondr (SU Teplice)              | Pavel Šedivý (VS Tábor)          |